# Südtiroler Archäologiemuseum
Das Südtiroler Archäologiemuseum ist ein archäologisches Museum in Bozen (Südtirol, Italien). Das Museum ist der Ausstellungsort des „Mannes vom Tisenjoch“, besser bekannt als „Ötzi“. Es zieht zu allen Jahreszeiten zahlreiche Besucher an und gehört zu den führenden archäologischen Museen Italiens.

## Schwerpunkt
Neben der Gletschermumie „Ötzi“ nebst deren Beifunden präsentiert das Museum bedeutende Funde aus dem Südtiroler Raum. Die ältesten Exponate stammen aus der Altsteinzeit, die jüngsten aus der Karolingerzeit. Modelle, Rekonstruktionen, Raumbilder, Videos und interaktive Multimediastationen geben einen Einblick in die frühe Vergangenheit des südlichen Alpenraumes. Die Ausstellungsräume sind diachronisch angeordnet. So befindet sich Ötzi und seine Zeit im ersten Stock, während sich die Fundstücke aus der römischen Antike und der Völkerwanderungszeit im dritten Stock befinden.
Von 12. August bis 15. November 2006 fand in dem Museum die Sonderausstellung Wolkenmenschen mit Mumien der Chachapoya statt. 2009 zeigte das Museum in der Sonderschau Mumien. Der Traum vom ewigen Leben konservierte Körper aus der ganzen Welt, darunter einbalsamierte ägyptische Mumien und Moorleichen. Anlässlich des 20-Jahr-Jubiläums des Ötzi-Fundes befasste sich die Sonderausstellung Ötzi20 vom 1. März 2011 bis 13. Januar 2013 mit der wissenschaftlichen Erforschung und dem Kultcharakter des Mannes aus dem Eis.

## Geschichte
Das Gebäude in der Museumstraße, gegenüber dem Bozner Stadtmuseum gelegen, war als Sitz der Österreichischen (k.k.) Nationalbank kurz vor dem Ersten Weltkrieg errichtet worden. Von 1919 bis in die 1990er beherbergte es die Bozner Niederlassung der italienischen Nationalbank (Banca d’Italia). Das Museum wurde nach umfangreichen Sanierungsarbeiten 1998 eröffnet. Die Museumstraße, in der sich das Archäologiemuseum befindet, wurde bereits 1901 nach dem erst 1905 eröffneten Bozner Stadtmuseum benannt, in dem sich vor der Eröffnung des Archäologiemuseums ein Teil der Ausstellungsstücke zur Urgeschichte befand. Die restlichen Ausstellungsstücke wurden aus ganz Südtirol zusammengetragen.

## Verwaltung
Das Museum ist eine eigenständige Institution innerhalb der Südtiroler Landesmuseen; zuvor war es mit dem Naturmuseum Südtirol zusammengeschlossen.